# Marble Arch
Marble Arch è un arco trionfale situato a Londra, nei pressi di Hyde Park e vicino ad Oxford Street.

## Costruzione
L'architettura del Marble Arch si rifà a quella dell'arco di Costantino a Roma e dell'arco di Trionfo del Carrousel di Parigi. Sono stati utilizzati indifferentemente marmi di diverse qualità: le sezioni principali sono costituite di marmo di Carrara, mentre le parti ornamentali sono in breccia medicea.
Inizialmente la realizzazione del monumento venne affidata a John Flaxman, che però morì nel 1826 senza riuscire a completare l'opera. Di conseguenza il committente fu costretto ad affidarsi al talento di John Nash, che decise anche di avvalersi della collaborazione di Sir Richard Westmacott, Edward Hodges Baily e J.C.F. Rossi. Nel 1829, inoltre, venne eseguita anche una statua equestre bronzea di Giorgio IV su richiesta di Sir Francis Chantrey, con l'intenzione di collocarla in cima al monumento.
La costruzione ebbe inizio nel 1827, ma fu interrotta nel 1830, in seguito alla morte di Giorgio IV, monarca molto noto per il suo carattere scialacquatore; il suo successore Guglielmo IV, infatti, riteneva proibitivi i costi per la realizzazione dell'arco, ed interruppe la sua costruzione. I lavori ricominciarono solo nel 1832 sotto la supervisione di Edward Blore: quest'ultimo, per revisionare le spese, ridimensionò il progetto di Nash, riducendone le dimensioni ed eliminando la statua dedicata a Giorgio IV. La costruzione terminò quindi nel 1833, con l'erezione di Marble Arch nella cour d'honneur di Buckingham Palace.
L'apparato scultoreo inutilizzato venne ricollocato in vari luoghi della città: i pannelli di Nelson oggi si trovano a Buckingham Palace, mentre la succitata statua equestre di Giorgio IV venne disposta su uno dei plinti di Trafalgar Square.
La colorazione bianca del marmo venne presto meno a causa dell'inquinamento atmosferico presente a Londra. Nel 1847, Sharpe's London Magazine descrisse il monumento come «scolorito dal fumo e dall'umido, e molto simile a un enorme ammasso di zucchero in una vetrina di una pasticceria».

## Ricollocazione

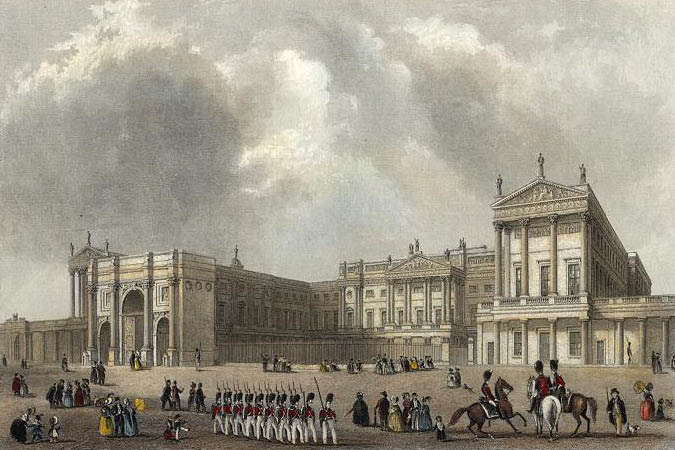
Buckingham Palace con l'arco ancora collocato nella cour d'honneur

Nel 1837, con l'ascesa al trono della regina Vittoria, Buckingham Palace divenne la residenza reale ufficiale. L'edificio, tuttavia, era ancora troppo piccolo per ospitare la famiglia reale britannica e la vita di corte, e quindi venne costruita una nuova ala al posto del quadrilatero della cour d'honneur.
Quando nel 1847 iniziarono gli interventi di estensione del palazzo, Marble Arch fu smontato per essere poi ricostruito (operazione conclusasi nel marzo 1851) da Thomas Cubitt come ingresso monumentale a Hyde Park, nel suo angolo nord-orientale, presso Cumberland Gate. La tradizione popolare vuole che l'arco sia stato spostato poiché le sue arcate non erano sufficientemente ampie da lasciar passare le carrozze da cerimonia della Regina: questa leggenda è tuttavia falsa, poiché nel 1951 le carrozze della regina Elisabetta vi transitarono tranquillamente.
Interessante notare che, dal 1851 al 1968 circa, la struttura dell'arco ospitava tre stanze atte a stazione di polizia.

## Estensione di Park Lane

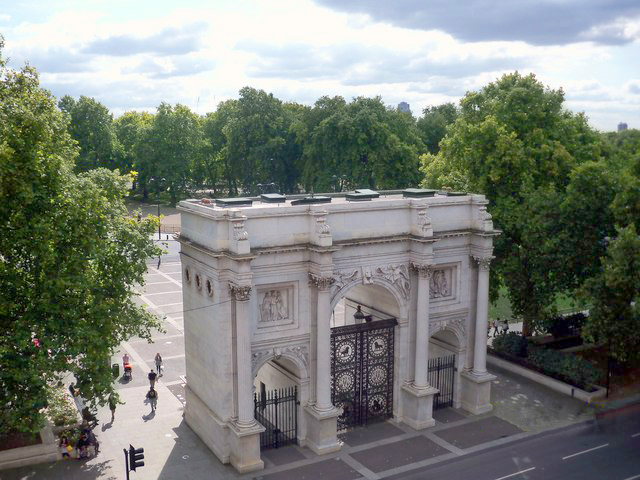
Vista a volo d'uccello del quartiere

Il tracciato dell'intera Park Lane (strada contigua alla struttura) venne esteso in seguito al Park Lane Improvement Scheme of the London County Council; in seguito a questo intervento, Marble Arch divenne uno spartitraffico. Il blocco di lavori durò dal 1960 al 1964, e incluse anche la creazione di aree a verde circostanti l'arco.
Per evitare una soluzione così drastica venne anche avanzata l'ipotesi di costruzione di un sottopassaggio - questo progetto venne tuttavia scartato, a causa dei costi eccessivi e del bisogno di demolire alcune strutture lungo Edgware Road.

## Quartiere di Marble Arch
La zona è servita dalla stazione di Marble Arch (Central line). Inoltre, è presente un esteso raccordo viario formato da Oxford Street a est, Park Lane (A4202) a sud, Bayswater Road (A402) a ovest, e Edgware Road (A5) a nord-ovest.
Nel sito dove ora è ubicato l'arco, il Tyburn Tree, venivano inoltre eseguite le condanne capitali dal 1388 fino al 1793.

## Galleria d'immagini

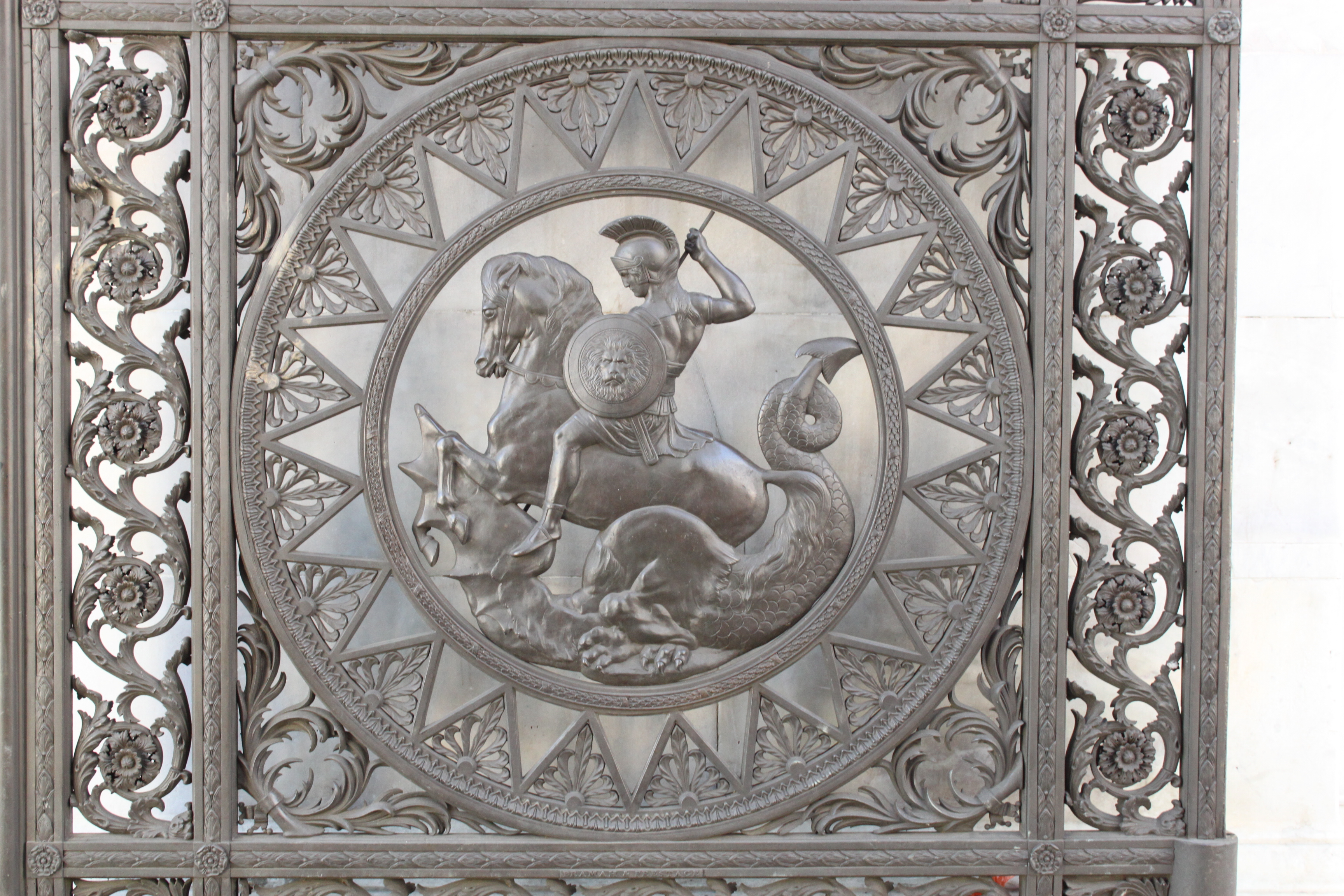
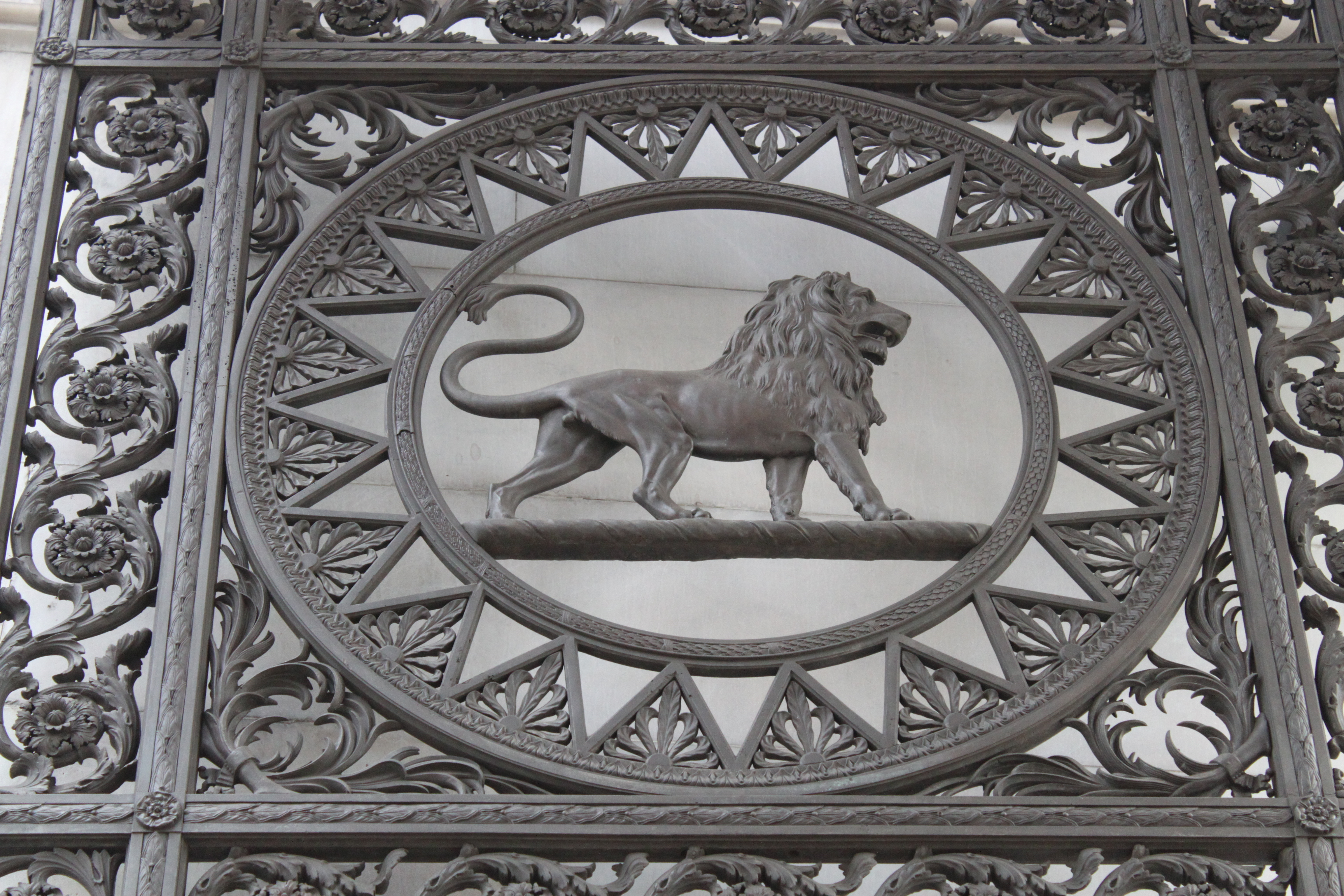
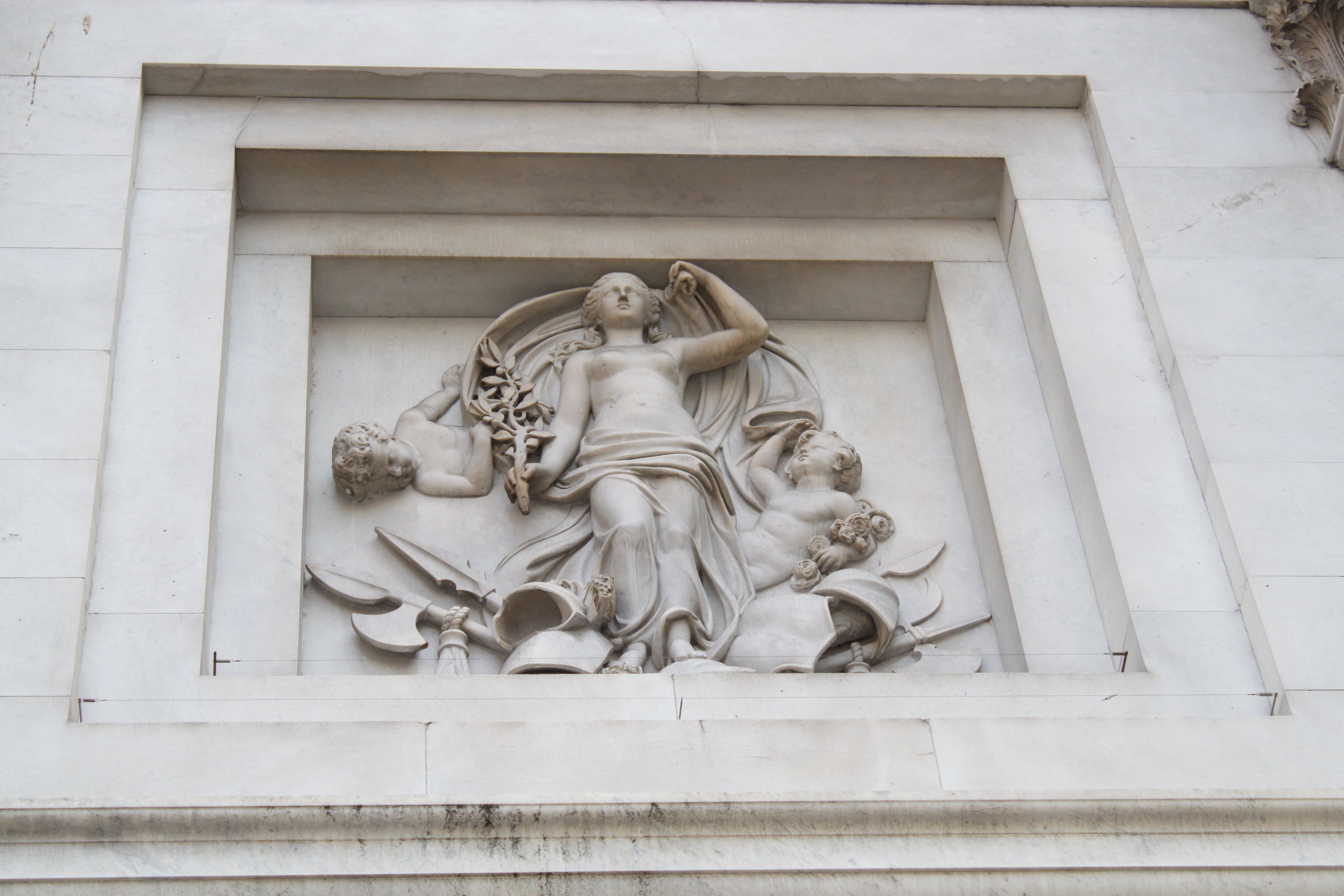
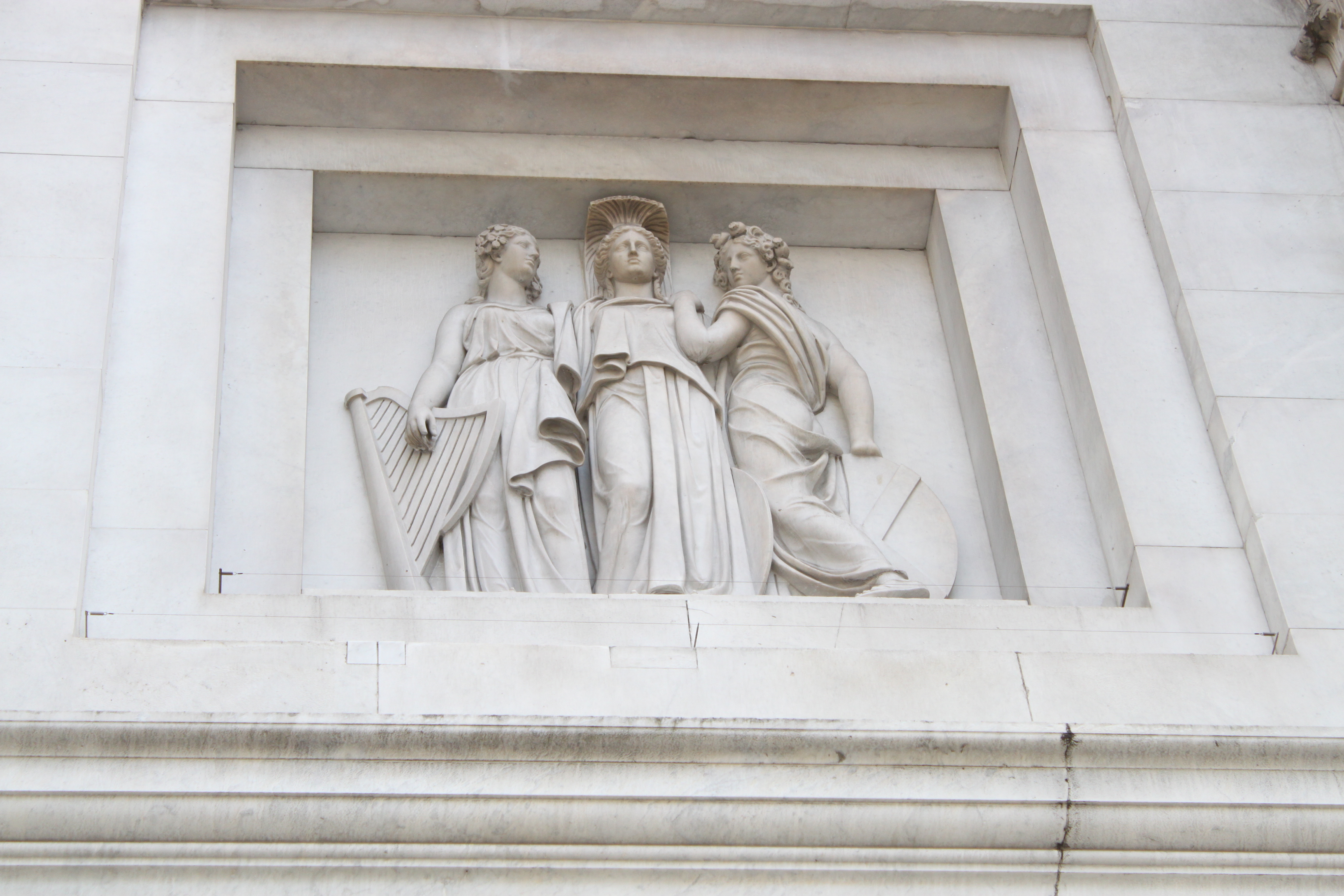
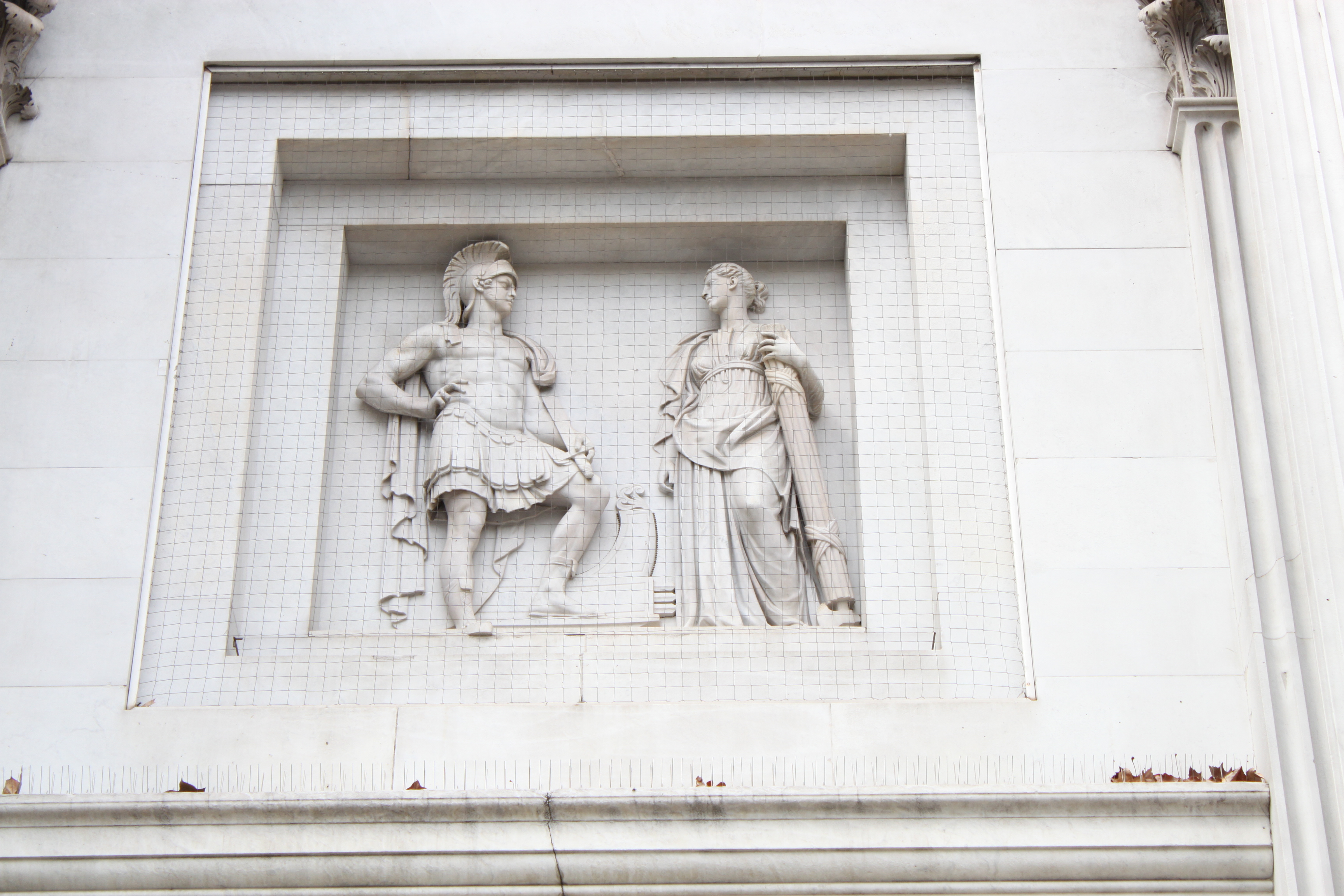